# Theo Stemmler
Theo Stemmler (* 3. Oktober 1936 in Köln) ist ein deutscher Anglist und emeritierter Hochschullehrer.

## Leben und Wirken
Theo Stemmler studierte nach seiner Reifeprüfung 1955 am Ernst-Moritz-Arndt-Gymnasium in Bonn an der Universität Bonn Anglistik und Romanistik sowie skandinavische Sprachen. Seit 1958 war er als wissenschaftliche Hilfskraft am Englischen Seminar seiner Universität tätig. Auslandsaufenthalte führten ihn an die Universität Paris (Sorbonne) sowie nach England, Spanien, Italien und Schweden. Nach seiner 1958/59 erfolgten wissenschaftlichen Vorprüfung für das Lehramt an höheren Schulen widmete sich Stemmler seiner Dissertation mit dem Thema Die englischen Liebesgedichte des Ms. Harley 2253 und promovierte 1961 bei dem Anglisten Walter F. Schirmer. Nachdem er sich 1967 an der Universität Mannheim habilitiert hatte, übernahm er dort 1968 eine Professur für das Fach Anglistik. Dort wurde er im Jahre 2005 emeritiert. 
Neben seinen wissenschaftlichen Veröffentlichungen zur englischen Literaturgeschichte beschäftigt sich Stemmler auch mit der Geschichte des Tennis- und des Fußballspiels und richtete sich mit Bücher über Sprachstilistik an ein breites Lesepublikum. 

## Veröffentlichungen (Auswahl)
Monographien
- Liturgische Feiern und geistliche Spiele. Studien zu Erscheinungsformen des Dramatischen im Mittelalter (= Buchreihe der Anglia, Bd. 15). Niemeyer, Tübingen 1970, ISBN 3-484-42011-1 (= Habilitationsschrift Universität Mannheim).
- Vom Jeu de paume zum Tennisspiel. Eine Kurzgeschichte des Tennisspiels. Insel-Verlag, Frankfurt am Main 1988, ISBN 3-458-19076-7 (zuletzt 3. Aufl. u. d. T. : Kleine Geschichte des Tennisspiels, 1995).
- Robinson für Erwachsene. Modelle gesellschaftlichen Verhaltens in Defoes und Tourniers Robinsonade (= Mannheimer Universitätsreden, Bd. 3). Rektorat der Universität Mannheim 1988.
- Heinrich VIII. Ansichten eines Königs. Insel-Verlag, Frankfurt am Main 1991, ISBN 3-458-19117-8.
- Rückkehr nach Thule. Nachtstück. Bollmann, Düsseldorf 1992, ISBN 3-927901-16-4.
- Stemmlers kleine Stil-Lehre. Vom richtigen und falschen Sprachgebrauch. Insel-Verlag, Frankfurt am Main 1994, ISBN 3-458-16651-3.
- Kleine Geschichte des Fußballspiels. Insel-Verlag, Frankfurt am Main 1998, ISBN 3-458-19180-1.
- Über den Wolken. Reisegeschichten für das Handgepäck. Insel-Verlag, Frankfurt am Main 1999, ISBN 3-458-34206-0.
- Wie das Eisbein ins Lexikon kam. Ein unterhaltsamer Gang durch die deutsche Wortgeschichte. Dudenverlag, Mannheim 2007, ISBN 978-3-411-72291-4.
- Goethe und Friederike. Wahrheit und Dichtung. Insel-Verlag, Frankfurt am Main 2019, ISBN 978-3-458-19471-2.

Als Herausgeber
- Die Reisen des Ritters John Mandeville durch das Gelobte Land, Indien und China. Steingrüben, Stuttgart 1966.
- Medieval English love-lyrics (= English texts, Bd. 1). Niemeyer, Tübingen 1970, ISBN 3-484-44000-7.
- (Bearb.): Thomas Payne / Die Rechte des Menschen. Suhrkamp, Frankfurt am Main 1973, ISBN 3-518-06375-8.
- Ökonomie. Sprachliche und literarische Aspekte eines 2000 Jahre alten Begriffs (= Mannheimer Beiträge zur Sprach- und Literaturwissenschaft, Bd. 6). Narr,  Tübingen 1985, ISBN 3-87808-483-8.
- Schöne Frauen - schöne Männer. Literarische Schönheitsbeschreibungen (= Kolloquium der Forschungsstelle für Europäische Lyrik des Mittelalters, Bd. 2). Narr, Tübingen 1988, ISBN 3-87808-532-X.
- Edward Lear / Sämtliche Limericks. Reclam, Stuttgart 1988, ISBN 3-15-008467-9 (mehrfach neu aufgelegt, zuletzt 2010, ISBN 978-3-15-019773-8).
- Die Liebesbriefe Heinrichs VIII. an Anna Boleyn. Belser, Zürich 1988, ISBN 3-7630-5771-4.
- Liebe als Krankheit (= Kolloquium der Forschungsstelle für Europäische Lyrik des Mittelalters, Bd. 3). Narr, Tübingen 1990, ISBN 3-8233-4150-2.
- Natur und Lyrik (= Kolloquium der Forschungsstelle für Europäische Lyrik des Mittelalters, Bd. 4=5). Narr, Tübingen 1991, ISBN 3-8233-4151-0.
- Homoerotische Lyrik (= Kolloquium der Forschungsstelle für Europäische Lyrik des Mittelalters, Bd. 6). Narr, Tübingen 1992, ISBN 3-8233-4118-9.
- An die Gottheit. Bittgedichte aus zwei Jahrtausenden (= Kolloquium der Forschungsstelle für Europäische Lyrik des Mittelalters, Bd. 7). Narr, Tübingen 1993, ISBN 3-8233-4152-9.
- Krieg und Frieden in Gedichten von der Antike bis zum 20. Jahrhundert (= Kolloquium der Forschungsstelle für Europäische Lyrik des Mittelalters, Bd. 8). Narr, Tübingen 1994, ISBN 3-8233-4153-7.
- Sinn im Unsinn. Über Unsinnsdichtung vom Mittelalter bis zum 20. Jahrhundert (= Kolloquium der Forschungsstelle für Europäische Lyrik des Mittelalters, Bd. 9). Narr, Tübingen 1997, ISBN 3-8233-4154-5.
- Erscheinungsformen des Sonnetts (= Kolloquium der Forschungsstelle für Europäische Lyrik des Mittelalters, Bd. 10). Narr, Tübingen 1999, ISBN 3-8233-4155-3.
- Sexualität im Gedicht (= Kolloquium der Forschungsstelle für Europäische Lyrik des Mittelalters, Bd. 11). Narr, Tübingen 2000, ISBN 3-8233-4156-1.

Festschriften
- Stefan Horlacher (Hrsg.): Expedition nach der Wahrheit. Poems, essays, and papers in honour of Theo Stemmler. Festschrift zum 60. Geburtstag von Theo Stemmler (= Anglistische Forschungen, Bd. 243). Winter, Heidelberg 1996, ISBN 3-8253-0382-9.

- Matthias Eitelmann (Hrsg.): Ex praeteritis praesentia. Sprach-, literatur- und kulturwissenschaftliche Studien zu Wort- und Stoffgeschichten. Festschrift zum 70. Geburtstag von Theo Stemmler (= Anglistische Forschungen, Bd. 370). Winter, Heidelberg 2006, ISBN 978-3-8253-5230-1 (Schriftenverzeichnis Theo Stammler S. 483ff.).